# Det Kjøbenhavnske Bygge-Selskab
Det kjøbenhavnske Byggeselskab blev stiftet 2. november 1872 med L.P. Holmblad, J.C. Jacobsen, Tage Reedtz-Thott, Carl Liebe og Tietgen i bestyrelsen. Tietgen havde påtaget sig arbejdet med at sanere forholdene omkring Peder Madsens Gang, men kun på betingelse af, at han fik Carl Steen Andersen Bille (en af hans modstandere) som direktør. Bille og Tietgen havde mange kontroverser, indtil Bille til sidst overlod direktørposten til Ferdinand Meldahl, der var den bygningskyndige leder af Byggeselskabet.
Selskabet genopbyggede Hotel d’Angleterre samt stod for Søtorvets bebyggelse ved Dronning Louises Bro og det nye kvarter omkring Hovedvagtsgade ved Kongens Nytorv. Selskabet forestod også Tietgens salg af bygningerne omkring Marmorkirken. Meldahl havde overopsyn med designet af selskabets byggerier (Søtorvet og Hovedvagtsgade) og stod i mange tilfælde selv for den arkitektoniske bearbejdning (Marmorkirkens randbebyggelse).
- Arkitekter på Søtorvet var Vilhelm Petersen og Ferdinand Vilhelm Jensen.
- Arkitekter i kvarteret ved Hovedvagtsgade og Ny Østergade var Ludvig Fenger og Johan Schrøder.

Sammenholdt med Hellig-Hansens virke var selskabet med til at forme stuktidens københavn, som senere blev satiriseret i Herman Bangs roman Stuk og som vi stadig kan se sporene efter i selskabets dekorative bygninger.

## Ledelse
- 1872-1876: Carl Steen Andersen Bille
- 1876-1905: Ferdinand Meldahl